# 1379 Lomonosowa
Lomonosowa (asteróide 1379) é um asteróide da cintura principal, a 2,2994737 UA. Possui uma excentricidade de 0,0894248 e um período orbital de 1 465,75 dias (4,01 anos).
Lomonosowa tem uma velocidade orbital média de 18,74288426 km/s e uma inclinação de 15,5939º.
Esse asteróide foi descoberto em 19 de Março de 1936 por Grigory Neujmin.